# Raúl Guitart
Raúl Esteban Guitart, detto Lepe (1º settembre 1950 – La Plata, 19 aprile 2011), è stato un cestista argentino.

## Carriera
Con l'Argentina ha disputato i Campionati del mondo del 1974, disputando 6 partite e segnando 28 punti.